# Cardiaspina fiscella
Cardiaspina fiscella  (лат.) — вид мелких полужесткокрылых насекомых рода Cardiaspina из семейства листоблошек Aphalaridae.

## Распространение
Австралия (Виктория, Квинсленд, Новый Южный Уэльс), остров Норфолк. В 1996 году были обнаружены в аэропорту города Окленда (Новая Зеландия).

## Описание
Питаются соками растений, таких как Эвкалипт (Eucalyptus robusta, семейство Миртовые).
Вид был впервые описан в 1962 году энтомологом Кеннетом Л. Тейлором (Taylor Kenneth L.). Включён в состав рода Cardiaspina Crawford, 1911 вместе с видами C. alba, C. albicollaris, C. albitextura, C. artifex, C. bilobata, C. brunnea, C. caestata, C. cerea, C. corbula, C. densitexta, C. jerramungae, C. maniformis, C. pinnaeformis, C. retator, C. spinifera, C. spinosula, C. squamula, C. tenuitela, C. tetragonae, C. tetrodontae, C. textrix, C. virgulipelta, C. vittaformis и другими таксонами.